# Greg Cipes
Gregory Michael Cipes  (født 4. januar 1980) er en amerikansk skuespiller. Han er bedst kendt for sine roller som Beast Boy i Teen Titans, Teen Titans Go! og Young Justice: Outsiders, Chiro i Super Robot Monkey Team Hyperforce Go!, Kevin Levin i Ben 10, Michelangelo i Teenage Mutant Ninja Turtles (2012) og Splaat fra RoboSplaat! . Han har optrådt i tv-serien Gilmore Girls, i sæson fire afsnit "Ted Koppel's Big Night Out" og Deadwood . Cipes har også været gæsteskuespiller i et afsnit af Ghost Whisperer i afsnittet "Love Still Won't Die". Han optrådte som freegan i Bones sæson seks afsnit "The Body and the Bounty". Han spillede også en mand, der camperer ude i Roseannes gård i hendes serie Roseanne's Nuts . Fra 2009 til 2018 optrådte han i en tilbagevendende rolle som Chuck, Mike Hecks frihjulede kollega, i ABC- tv-serien The Middle . Hans filmkarriere inkluderer at spille karakteren Dwight Mueller i Fast & Furious, Reed i National Lampoon's Pledge This! , Sam in Vile og mange flere.